# Cyathophylla chlorifolia
Cyathophylla chlorifolia är en nejlikväxtart som först beskrevs av Poiret, och fick sitt nu gällande namn av Gilbert François Bocquet och Arne Strid. Cyathophylla chlorifolia ingår i släktet Cyathophylla, och familjen nejlikväxter. Inga underarter finns listade i Catalogue of Life.